# Герб Жашкова
Герб Жашкова — офіційний символ міста Жашкова Черкаської області. 
Герб має вигляд класичного французького щита, поле якого блакитне, в нижній третині розділене червоною смугою.
У верхній центральній частині герба, на блакитному тлі, зображено срібну постать сіяча-хлібороба на фоні золотого сонця. Цей образ уособлює першозасновника міста, що мав ім’я Жашко.
Нижче, на тлі червоної смуги, – срібні ваги, що свідчать про заняття жителів міста торгівлею.
В нижній частині щита, на блакитному тлі, – чорний силует древнього кургану, і на ньому – навхрест покладені срібна шабля і спис, які символізують боротьбу жашківчан з іноземними гнобителями і поневолювачами.
Автор проекту герба – місцевий художник Микола Мефодійович Бекало.

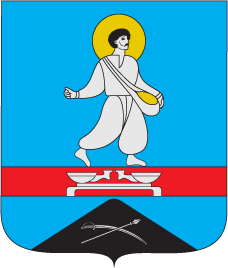
Інший варіант герба